# Ленинский сельсовет (Касторенский район)
Ле́нинский сельсовет — муниципальное образование со статусом сельского поселения в Касторенском районе Курской области Российской Федерации.
Административный центр — посёлок Ленинский.

## История
Статус и границы сельсовета установлены Законом Курской области от 21 октября 2004 года № 48-ЗКО «О муниципальных образованиях Курской области».

## Население
| 2002 | 2010 | 2012 | 2013 | 2014 | 2015 | 2016 |
| ---- | ---- | ---- | ---- | ---- | ---- | ---- |
| 1043 | ↘884 | ↘857 | ↘831 | ↘804 | ↘798 | ↘796 |
| 2017 | 2018 | 2019 | 2020 | 2021 |      |      |
| ↘775 | ↘752 | ↘740 | ↘724 | ↘561 |      |      |

## Состав сельского поселения
| № | Населённый пункт     | Тип населённого пункта          | Население |
| - | -------------------- | ------------------------------- | --------- |
| 1 | Знамя-Колтовская     | деревня                         | ↘137      |
| 2 | Ленинский            | посёлок, административный центр | ↘364      |
| 3 | Михайло-Хлюстино     | село                            | ↘20       |
| 4 | Михнево              | село                            | ↘48       |
| 5 | Никольско-Ключевская | деревня                         | ↘315      |